# Piaggio MP3
Il Piaggio MP3 è un modello di scooter a tre ruote prodotto dalla casa motociclistica Piaggio di Pontedera, presentato alla stampa nella primavera del 2006. All'anteriore il mezzo prevede due ruote affiancate (con carreggiata di 420 e 465 mm a seconda delle varie versioni) direzionali, al posteriore una ruota singola propulsiva. 
La denominazione MP3 rappresenta l'acronimo di Moto Piaggio a 3 ruote. L'innovativo sistema di pendolamento è stato progettato dalla Marabese Design, noto fornitore di molti veicoli Piaggio.
L'MP3 ha avuto un grandissimo successo di vendite in Francia.

## Descrizione
Pur assomigliando esteticamente e morfologicamente ad uno scooter classico, la presenza di due ruote affiancate sull'avantreno ne fa un veicolo unico del suo genere. L'impianto sospensivo anteriore, definito "basculante a quadrilatero articolato", consente una piega del mezzo in curva (circa di 40° d'inclinazione massima) non diversa da quella offerta dalle tradizionali motociclette; nel contempo, agendo su un apposito meccanismo elettropneumatico, il gruppo può anche essere bloccato istantaneamente attraverso una leva al manubrio consentendo sia la sosta ai semafori in perfetto equilibrio, sia un facile e stabile parcheggio ottenuto senza l'utilizzo del cavalletto centrale. Se utilizzato durante la sosta a motore acceso, il meccanismo (definito in inglese "Roll-Lock", ovvero "blocco del rollio") avvisa il pilota della disponibilità attraverso un led sul quadro strumenti, quando la velocità è inferiore ai 20 km/h; nel caso venga applicato, il blocco può essere successivamente disattivato manualmente (agendo sulla medesima levetta attuativa) o automaticamente (quando il mezzo riprende la marcia, superando i 2.500 giri/minuto).
I vantaggi offerti dalla presenza delle due ruote anteriori sono immediatamente (e dinamicamente) evidenti: maggiore sicurezza in marcia e frenata (soprattutto in curva, su fondi a scarsa aderenza o in presenza di ostacoli "urbani" quali binari del tram e pavé), completo assorbimento delle imperfezioni del manto stradale, maggiore comfort, eccellente stabilità e direzionalità.
Gli svantaggi principali sono essenzialmente tre: il consumo di benzina è leggermente superiore (per via del peso e del maggiore attrito); è stato verificato dai consumatori che il consumo degli pneumatici è lievemente superiore rispetto ad un normale scooter; infine, ha un ingombro laterale leggermente superiore ad uno scooter tradizionale.
Questo scooter sin dalla presentazione si è dimostrato fortemente innovativo, non solo dal punto di vista della dinamica ma anche delle soluzioni funzionali. Lo spazio sottosella, normalmente presente - quale portaoggetti/portabagagli - in quasi la totalità degli scooter, su questo modello è suddiviso in due vani distinti: si può raggiungere da uno sportello presente sulla coda del mezzo, poco sopra il portatarga o, in alternativa, utilizzando l'apertura a distanza del vano anteriore. Altrettanto inusuale per un motociclo è la presenza di un freno di stazionamento bloccabile con la chiave di avvio, fondamentale in questo tipo di veicolo nel momento in cui lo si lascia in sosta sfruttando l'appoggio offerto dalle tre ruote (e non issandolo sul tradizionale cavalletto).
L'impianto frenante è composto da tre freni a disco, uno per ogni ruota, da 240 mm. Tale soluzione, secondo quanto sostiene la Piaggio, offre il 20% di potenza frenante in più rispetto ad uno scooter tradizionale (dovuto al maggiore attrito offerto dalla terza ruota): questo dato, unito alla stabilità offerta dall'avantreno a doppia ruota in caso di forti decelerazioni in condizioni critiche e alla difficoltà di ribaltamento potenziale, rende superflua l'installazione di sistemi di sicurezza come l'ABS.

## Storia

### Prima generazione (2005-2014)
L’MP3 venne lanciato sul mercato nel maggio del 2006 in due versioni di cilindrata, utilizzando i propulsori a quattro tempi già presenti su altri modelli della casa, il Leader 125 e il Quasar 250, entrambi con raffreddamento a liquido. Omologati Euro 3, questi due motori erogano rispettivamente 15 CV a 9.250 rpm il primo, 22,5 cavalli a 8.250 rpm il secondo.
Nel novembre 2006 è stata presentata ufficialmente la versione motorizzata con il propulsore Master 400, capace di sviluppare 34 CV e in vendita dall'estate 2007.
Nel 2008 sono entrate in commercio le versioni 250 e 400 cm³ LT (acronimo di Large Tread) con freno a pedale e larghezza tra le ruote anteriori maggiorata a 465 mm, che sono omologate per essere guidate anche da chi ha soltanto la patente di guida per autovetture (la categoria B in Italia) e, per le patenti conseguite fino al 18 gennaio 2013, anche per i possessori di patente di categoria A1 (che permette anche la guida di tutti i tricicli senza limitazione di potenza, ma solo in Italia).
Nel 2009 è entrata in commercio la versione Hybrid 125, con motorizzazione ibrida parallela composta dal motore termico 4T da 125 cm³ da 15 cavalli a 16 Nm di coppia e un motore elettrico da 2,6 cavalli e 15 Nm di coppia abbinato a batterie agli ioni di litio ricaricabili da una presa di corrente (sistema ibrido plug-in). Nella modalità totalmente in elettrica possiede una autonomia fino a 20 km e di raggiungere i 30 km/h di velocità massima, oltre si attiva il motore termico.
L’anno successivo è entrata in produzione anche la versione Hybrid 300ie.
Nel febbraio 2011 Piaggio ha presentato il modello Yourban, una versione più compatta disponibile nelle motorizzazioni 125 e 300, che rispetto all'MP3 classico è più corto (9 cm di lunghezza e 5 di passo) e più leggero (-15 kg rispetto al 300), e monta una ruota da 13 pollici al posteriore. Ad aprile la gamma si arricchisce del modello Yourban LT 300 guidabile con la normale patente B automobilistica in quanto presenta la carreggiata anteriore più larga portata a 465 mm.
Accanto alla gamma Yourban la gamma classica viene rinnovata denominata ora MP3 Touring con motori 300, 400 e 500.

### Seconda generazione (2014-2022)
Il 16 maggio 2014 Roberto Colannino (presidente del Gruppo Piaggio) presenta la seconda generazione totalmente nuova dell’MP3 che porta al debutto il nuovo modello 500 LT con sistema anti bloccaggio ABS e controllo di trazione ASR (Acceleration Slip Regulation) di serie. Il telaio è inedito e vengono introdotte nuove ruote anteriori da 13”. Pochi mesi dopo il debutto del 500 viene introdotto nel luglio 2014 anche il modello 300.
Tutti i modelli sono guidabili con patente B. I modelli Yourban e Hybrid restano in listino.
Nel luglio 2017 tutti i motori vengono omologati Euro 4.
All’EICMA 2017 Piaggio presenta la gamma 2018 che porta al debutto un lieve restyling frontale con l’introduzione di un nuovo fanale anteriore full LED e nuova gamma motori composta dai propulsori 350 HPE e 500 HPE. La gamma motori viene completata alla fine del 2018 con l’introduzione del modello base spinto dal nuovo 300 HPE che affianca il 350 e sostituisce definitivamente la vecchia gamma Yourban che esce di produzione all’inizio del 2019.
Nel maggio 2021 debutto il nuovo motore 400 HPE che sostituisce il 350. Tale unità eroga 35,4 CV di potenza e 37,7 Nm di coppia massima ed è omologata Euro 5.

### Terza generazione (dal 2022)
Nel giugno 2022, dopo 16 anni e 230 mila esemplari venduti, viene presentata la terza generazione dell’MP3 disponibile in due motorizzazioni 400 HPE da 35,3 cavalli e 530 HPE da 44,2 cavalli. Oltre al design rinnovato viene introdotto per la versione 530 il sistema di assistenza alla guida ARAS con le funzioni Blind Spot Information System (Blis) e Lane Change Decision Aid System (Lcdas) oltre a retrocamera. Di serie su tutti i modelli ABS e ASR.